# Templo de Kom Ombo
El Templo de Kom Ombo es un inusual templo doble construido durante el reinado de la Dinastía ptolemaica, entre los años 180 a. C. y 47 a. C.. En el período de dominación romana se realizaron algunas ampliaciones.

## Arquitectura
La construcción es única debido a su diseño doble, lo que significa que había accesos, patios, salas, capillas y santuarios duplicados para dos dioses: Sobek y Haroeris. La mitad sur del templo estaba dedicada a Sobek, dios de la fertilidad y creador del mundo, que aparece junto a Hathor y Jonsu. Además, la mitad norte del templo estaba dedicada a Haroeris «Horus el viejo», que figura junto a Tasenetnofret, la «Buena Hermana» (una forma especial de Hathor) y Panebtauy «Señor de las Dos Tierras». El templo es atípico por ser doble y simétrico respecto del eje principal. 

## Historia y relieves
Los textos y relieves del templo hacen referencias a actos litúrgicos similares a los que se realizaban en aquella época. El templo como tal albergaba una teología específica. Los personajes invocaban a los dioses de Kom Ombo y su leyenda. Se han hallado dos temas presentes en el templo: el universal y el local; ambos se combinan para crear la teología del templo.
Aunque ya existía un templo anterior durante el Imperio Nuevo que honraba a estos dioses, fue durante la Dinastía ptolemaica cuando comenzó a ganar relevancia. Apenas quedan restos arqueológicos del templo del Imperio Nuevo. La construcción del templo la inició Ptolomeo VI Filométor (180-145 a. C.) al principio de su reinado. Fue ampliado por otros Ptolomeos, como Ptolomeo VIII y Ptolomeo XII, quienes realizaron las salas hipóstilas interiores y exteriores. La decoración de la cara interna del muro posterior del templo es de particular interés, pues representa probablemente una colección de instrumentos quirúrgicos.
Muchas partes del templo han sido destruidas por la acción del Nilo, terremotos, e incluso se usaron sus piedras para otras construcciones posteriores. Algunos de los relieves de su interior fueron desfigurados por los coptos, quienes usaron el templo como iglesia. Todos los templos situados en la zona meridional del altiplano fueron limpiados y restaurados por Jacques de Morgan en 1893.
En abril de 2018, el Ministerio de Antigüedades de Egipto anunció el hallazgo de un busto del emperador romano Marco Aurelio (r. 161-180) durante las obras para proteger al monumento de aguas subterráneas. Además, en septiembre de ese año el Ministerio también anunció el descubrimiento de una esfinge de arenisca en el templo. La escultura mide aproximadamente 28 centímetros de ancho y 38 de alto y probablemente pertenece al período ptolemaico.

## Museo del Cocodrilo
Algunas de las trescientas momias de cocodrilos descubiertas en la zona están expuestas en el denominado Museo del Cocodrilo (The Crocodile Museum).

## Galería

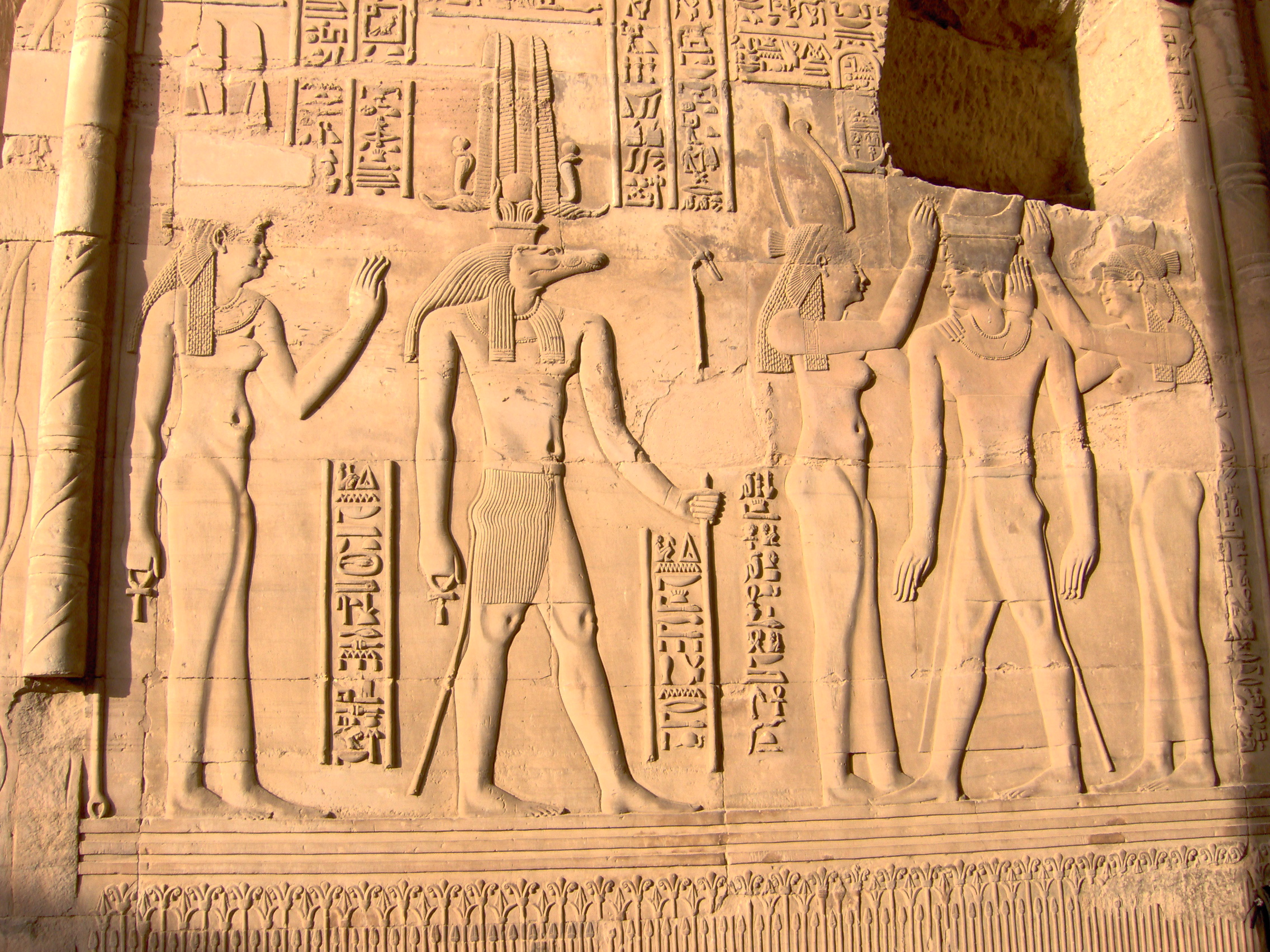
Bajorrelieve de Sobek en Kom Ombo.
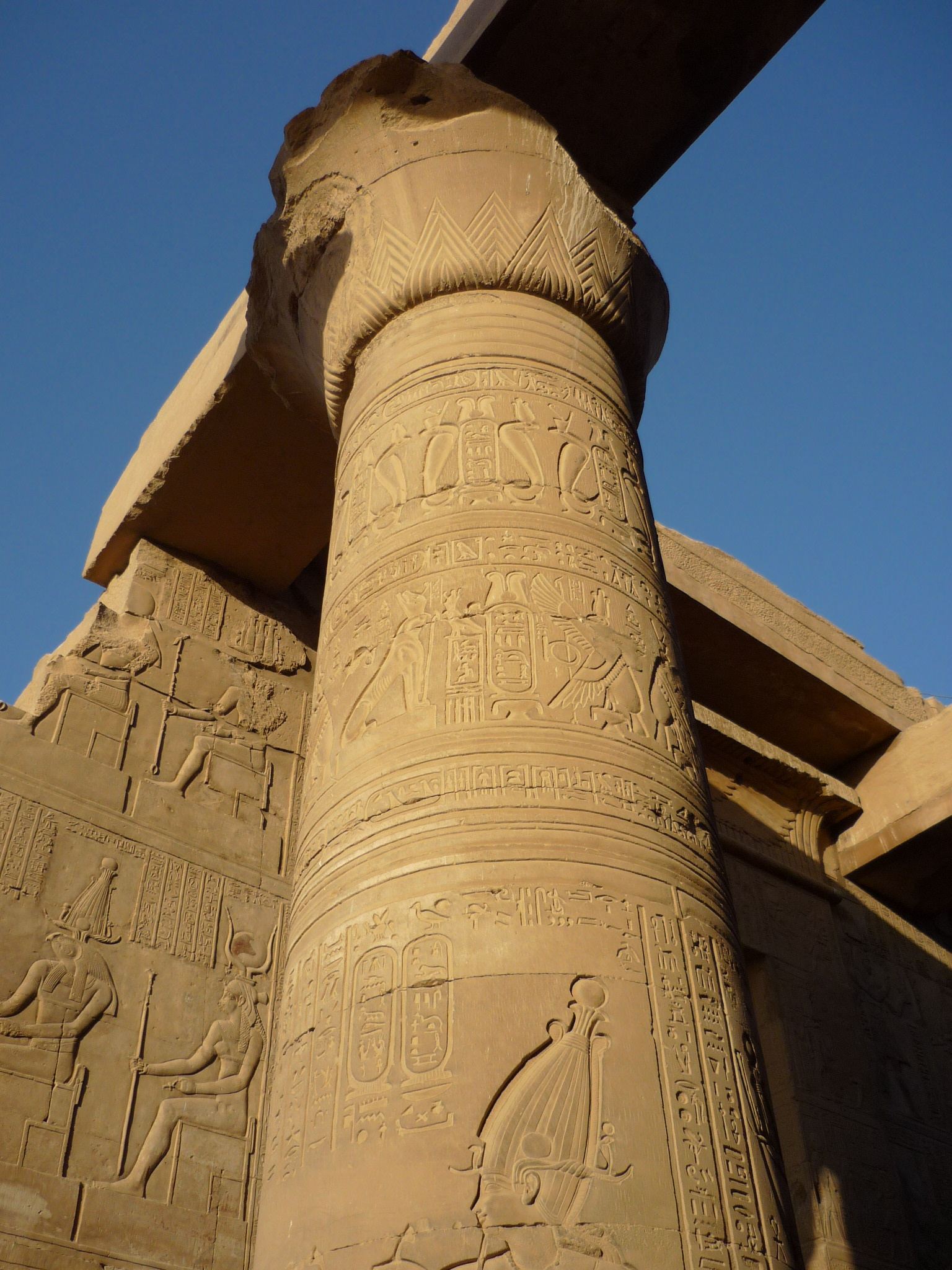
Relieve de Ptolomeo VIII. Templo de Kom Ombo.
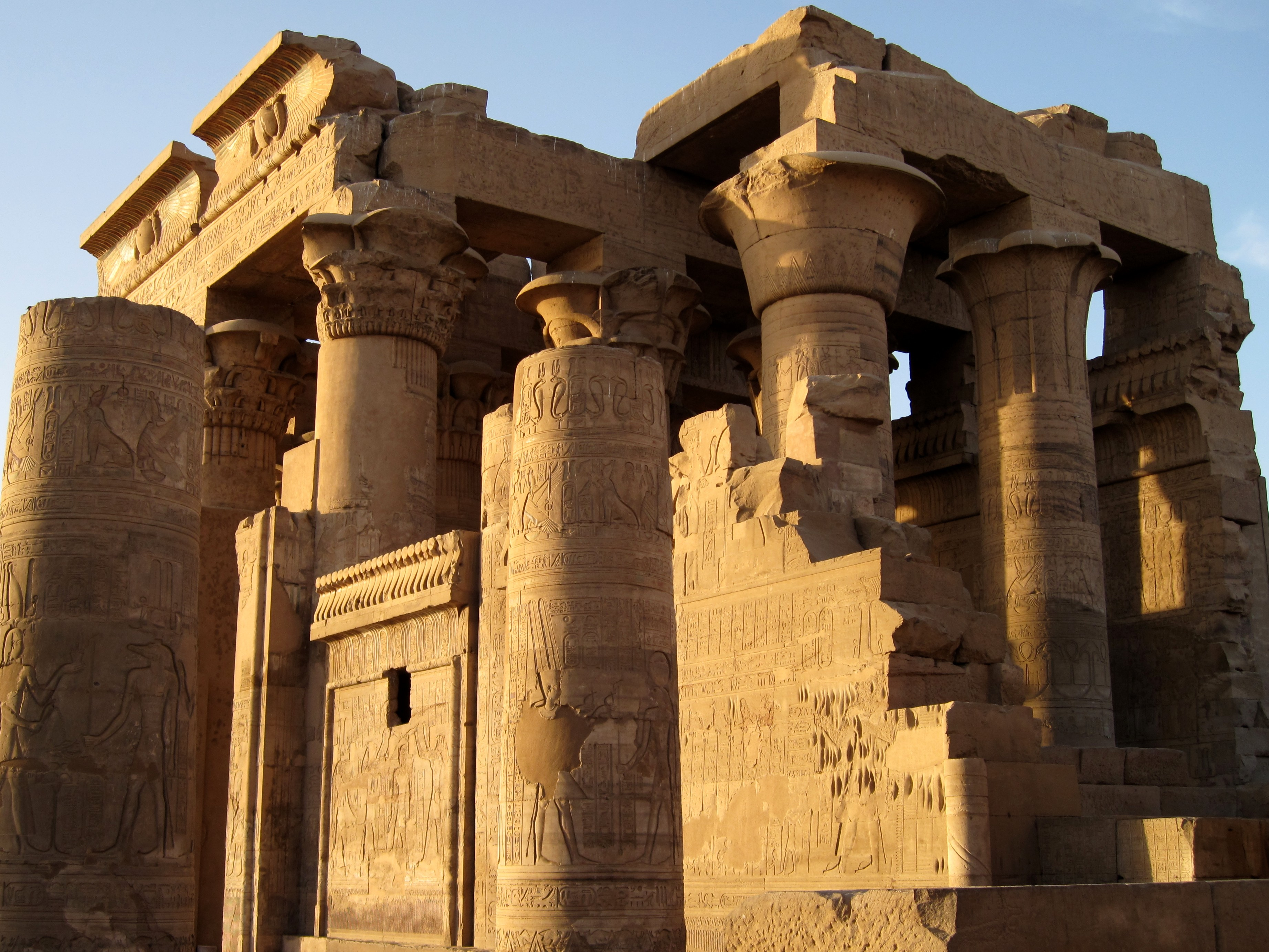
Relieve de Ptolomeo XII. Templo de Kom Ombo.
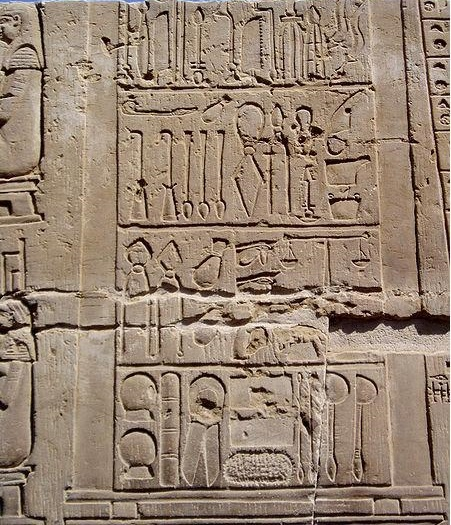
Relive de instrumentos quirúrgicos. Kom Ombo.
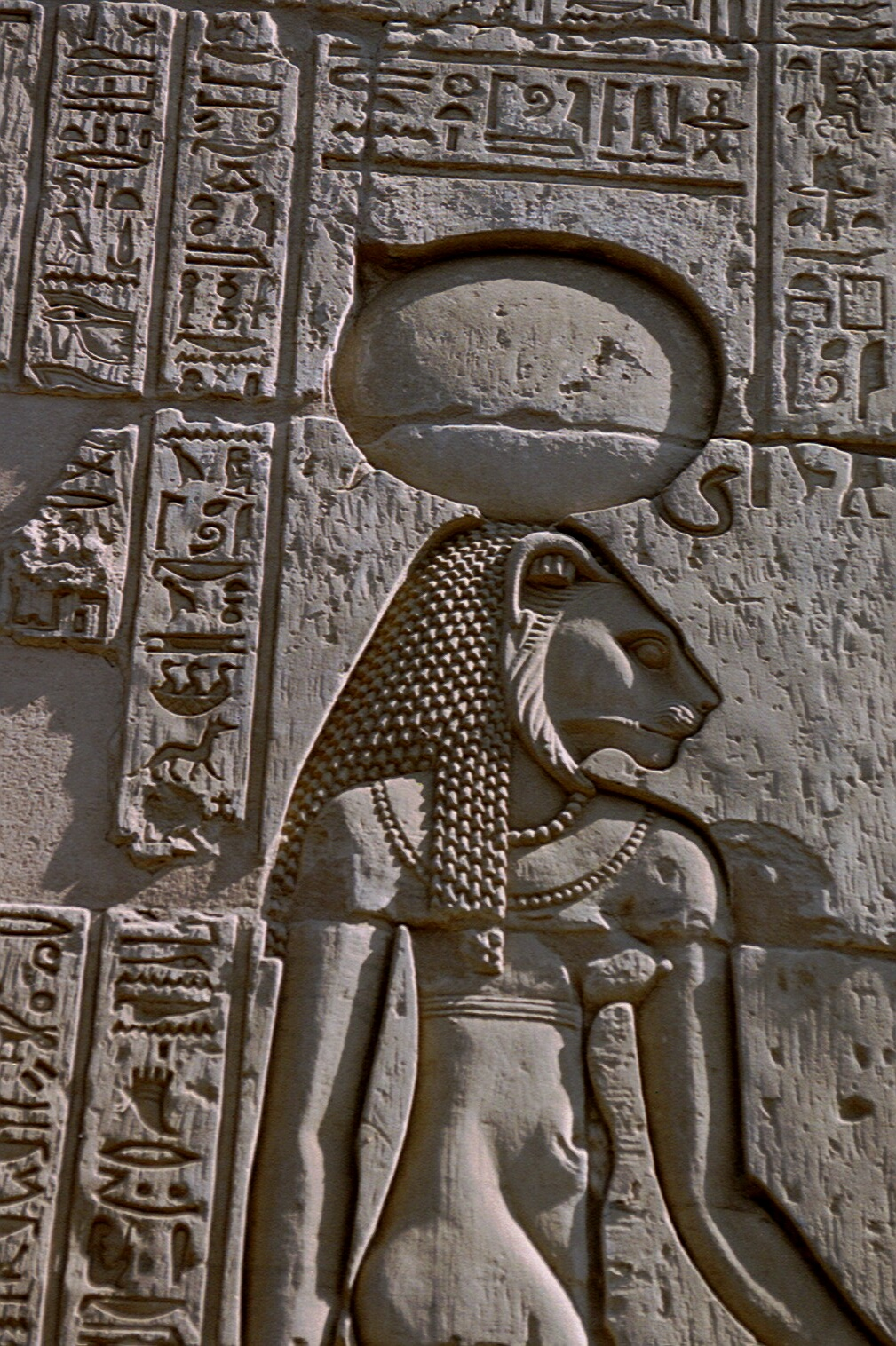
Bajorrelieve de Sejmet en el templo.